# 布拉卢
布拉卢（法語：Braslou，法語發音：[bʁalu]）是法国安德尔-卢瓦尔省的一个市镇，位于该省西南部，属于希农区。

## 地理
布拉卢（47°0'0"N, 0°23'32"E）面积15.79 平方千米，位于法国中央-卢瓦尔河谷大区安德尔-卢瓦尔省，该省份为法国中西部省份，北起萨尔特省、东北接卢瓦-谢尔省，东南接安德尔省，南至维埃纳省，西临曼恩-卢瓦尔省。
与布拉卢接壤的市镇（或旧市镇、城区）包括：布赖苏费、沙韦涅、库尔库埃、若奈、吕泽、拉济讷。

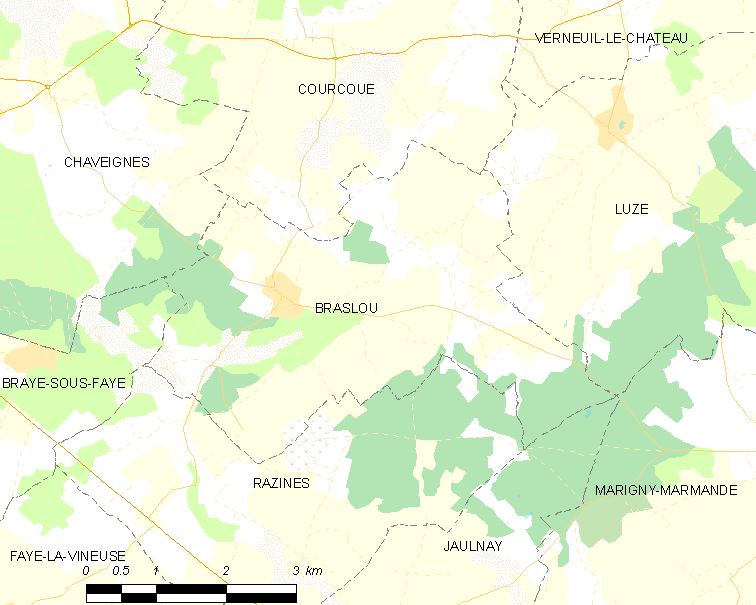
布拉卢的OSM定位图

布拉卢的时区为UTC+01:00、UTC+02:00（夏令时）。

## 行政
布拉卢的邮政编码为37120，INSEE市镇编码为37034。

## 政治
布拉卢所属的省级选区为图赖讷地区圣莫尔县。

## 人口

1962-2008年间布拉卢人口变化图示

布拉卢于2022年1月1日时的人口数量为320人。